# Польский легион в Турции
Польский легион в Турции (пол. Legion Polski w Turcji) — польский легион, созданный в ходе Русско-турецкой войны 1877—1878 годов в Константинополе из поляков, эмигрировавших в Османскую империю.

## История
Название «Польские легионы» употреблялось в XVIII—XX веках для формирований нерегулярной численности, как правило, добровольческих (волонтёрских), созданных поляками в эмиграции в составе армий различных стран (французской, португальской, турецкой и так далее). 
В Османской империи начиная с 1830-х годов находилась не слишком многочисленная, но активная группа польских эмигрантов, из которых в ходе Русско-турецких войн формировались (по их собственной инициативе) части для противостояния с Россией. Уже в Крымской войне принимали участие подобные формирования. 
Очередная попытка создания легиона была предпринята в ходе русско-турецкой войны 1877—1878 годов. По замыслу организаторов, легион должен был состоять из двух отрядов: европейского и азиатского — по двум различным театрам военных действий, балканскому и кавказскому. Первый, численностью всего около 70 человек, под непосредственным командованием организатора легиона Юзефа Ягмина (участника польских восстаний 1830 и 1863 годов), был предназачаен для боевых действий на Балканах и входил в состав турецкой группировки Салих-паши. 23 августа 1877 года он принял участие в битве при Ески-Загре, причём понёс большие потери, а командир легиона Ю. Ягмин был смертельно ранен. Азиатский отряд поляков действовал на кавказском фронте Русско-турецкой войны.